# Епархия Лидса
Епархия Лидса — римско-католический диоцез с центром в городе Лидс графства Уэст-Йоркшир в Англии. Диоцез основан 20 декабря 1878 года, отделившись от диоцеза Беверли, который охватывал весь Йоркшир. Диоцез входит в провинцию Ливерпуля.
Площадь диоцеза составляет 4,075 км² и включает графства: Уэст-Йоркшир, частично Северный Йоркшир, Камбрия, Большой Манчестер, Хумберсайд и Ланкашир. Диоцез насчитывает 141 деканат. Кафедральный собор — собор Святой Анны на Great George Street в центре Лидса .
В настоящий момент пост епископа Лидса занимает Маркус Сток, сменивший Артура Роше, назначенного на пост Секретаря Конгрегации Богослужения и Дисциплины Таинств.